# Bamiã (província)
Bamiã (em persa: بامیان; romaniz.: Bāmīyān) é uma das trinta e quatro províncias do Afeganistão, localizada no planalto central do país. Seu terreno é montanhoso ou semi-montanhoso. A província é dividida em seis  distritos, com a cidade de Bamiã servindo como sua capital. Em 201, a província tinha uma população de cerca de 425.500 pessoas. É a maior província na região Hazarajat de Afeganistão, e é a capital cultural dos hazaras etnia que predomina na área.
| Imagem: Paisagem cultural e ruínas arqueológicas do Vale de Bamiã | A província de Bamiã (província) inclui o sítio "Paisagem cultural e ruínas arqueológicas do Vale de Bamiã", Património Mundial da UNESCO. |  |